# Zhang Xiaoguang
Zhang Xiaoguang (Jinzhou, maio de 1966) é um taikonauta e piloto militar chinês.

## Carreira
Nascido em uma família de etnia manchu, era piloto e comandante de esquadrão na Força Aérea do Exército de Libertação Popular quado foi selecionado para o programa de taikonautas da agência espacial chinesa em 1998. Integrou a tripulação-reserva da missão Shenzhou 9, em junho de 2012 e um ano depois foi ao espaço como piloto da Shenzhou 10, para quinze dias em órbita realizando experiências científicas no laboratório espacial chinês Tiangong 1. 
Depois de lançado em 11 de junho de 2013, junto com os taikonautas Nie Haisheng e Wang Yaping, retornou à Terra em 26 de junho, completando duas semanas no espaço em seu primeiro voo. 